# Modysticus
Modysticus is een geslacht van spinnen uit de  familie van de Thomisidae (krabspinnen).

## Soorten
- Modysticus floridanus (Banks, 1895)
- Modysticus imitatus (Gertsch, 1953)
- Modysticus modestus (Scheffer, 1904)
- Modysticus okefinokensis (Gertsch, 1934)